# Tyrotama australis
Tyrotama australis is een spinnensoort in de taxonomische indeling van de Hersiliidae.
Het dier behoort tot het geslacht Tyrotama. De wetenschappelijke naam van de soort werd voor het eerst geldig gepubliceerd in 1893 door Eugène Simon.